# Жирко, Тарас Владимирович
Тарас Владимирович Жирко (укр. Тарас Володимирович Жирко, род. 31 января 1961, Львов, Украинская ССР, СССР) — украинский актёр театра и кино, театральный режиссёр. Народный артист Украины (2018), Заслуженный артист Украины (2002).

## Биография
Родился Тарас 31 января 1961 года во Львове.
В 1985 году окончил Киевский национальный университет театра, кино и телевидения имени Ивана Карповича Карпенко-Карого.
С 1988 по 2004 год работал в Львовском украинском драматическом театре имени Марии Заньковецкой.
С 2008 по 2018 год работал в Киевском театре «Сузiрья».
На данный момент работает в Киевском украинском драматическом театре имени Ивана Франко.

## Фильмография
- 2018 — Тайный дневник Симона Петлюры —
- 2011 — Гайдамака — Климентий Шептицкий
- 2008 — Папа напрокат — Максим
- 2008 — Владыка Андрей —
- 2004 — Железная сотня — отец Кадило
- 1998 — Седьмое кольцо колдуньи — Галат
- 1997 — Роксолана: Настуня — Еневер
- 1997 — Роксолана: Любимая жена Халифа — Еневер
- 1991 — Откровение Иоанна Первопечатника — Герасим Смотрицкий

## Награды и премии
- Народный артист Украины (2018).
- Заслуженный артист Украины (2002).
- Лауреат премии имени Ивана Котляревского (1995).[5]

## Личная жизнь
Женат, есть дети.